# منتخب إنجلترا للكريكت للسيدات
منتخب إنجلترا للكريكت للسيدات هو المنتخب الذي يمثل إنجلترا وويلز في المنافسات الدولية لرياضة الكريكت، ويقوم اتحاد إنجلترا للكريكت بإدارة شؤونه.